# Indiana Pacers
Indiana Pacers er et amerikansk basketballhold fra Indianapolis i Indiana. Holdet blev stiftet i 1967 og spiller i NBA-ligaen. Holdet har endnu aldrig vundet et NBA-mesterskab, men nåede i år 2000 frem til finalerne, hvor de blev besejret af Los Angeles Lakers.
Indiana Pacers begyndte at spille i 1967 som medlemmer af den amerikanske Basketball Association (ABA), hvor de vandt tre mesterskaber og skabt et dynasti. I 1976 flyttede Pacers fra ABA til NBA, når Indiana's dynasti sluttede og Pacers organisationen begyndte at kæmpe. Pacers organisationen oplevede succes med erhvervelsen af Reggie Miller. Efter udseende i 2000 NBA finalerne, har Pacers ikke set meget Playoff succes, oplever en fire-sæson playoff tørke fra 2007 indtil de lige klaret det til playoffs igen i 2011.
Indiana Pacers hjemmebane "Conseco Fieldhouse". Indiana Pacers er meget kendt grundet en mand Reggie Miller, som i dag anses for at være en legende, og har haft en afgørende betydning for Indiana's Historie.
Der har været 13 træner for Pacers franchisen. Larry Staverman var den første træner for holdet i 1967, da holdet var i ABA. Coach Bobby Leonard holder mest vinde i franchise historie med 328 i hans 12 sæsoner med Pacers. Larry Brown kom til Pacers og førte holdet til mange slutspillet optrædener efter overtagelsen af stjernen Reggie Miller. Larry Bird overtog holdet i 1997 og coachet frem til 2000. Bird tog Pacers til deres eneste NBA-finale udseende i 1999-2000 sæsonen. Den nuværende cheftræner for Pacers er Frank Vogel, som afsatte Jim O'Brian. Frank Vogel har ingen tidligere erfaring som cheftræner for et baskethold i NBA.
Frank Vogel har tidligere fungeret som scout for både Los Angeles Lakers og Washington Wizards. Frank Vogel var også assistenttræner for Philadelphia 76ers og Boston Celtics.
Pacers førende spiller gennem tiden:
Games: Reggie Miller (1,389)
Minutes Played: Reggie Miller (47,621)
Field Goals Made: Reggie Miller (8,241)
Field Goal Attempts: Reggie Miller (17,699)
3-Point Field Goals Made: Reggie Miller (2,560)
3-Point Field Goal Attempts: Reggie Miller (6,486)
Free Throws Made: Reggie Miller (6,237)
Free Throw Attempts: Reggie Miller (7,026)
Offensive Rebounds: Dale Davis (2,276)
Defensive Rebounds: Mel Daniels (5,461)
Total Rebounds: Mel Daniels (7,643)
Assists: Reggie Miller (4,141)
Steals: Reggie Miller (1,505)
Blocked Shots: Jermaine O'Neal (3,113)
Turnovers: Reggie Miller (2,409)
Personal Fouls: Rik Smits (3,011)
Points: Reggie Miller (25,279)

## Kendte spillere
- Reggie Miller
- Rik Smits
- Šarūnas Jasikevičius
- Ron Mercer
- Danny Granger
- Paul George
- Victor Oladipo